# 葛飾県印旛県庁跡
葛飾県印旛県庁跡（かつしかけんいんばけんちょうあと）は、千葉県流山市にある史跡。明治初年、葛飾県（1869年から1871年まで）および印旛県（1872年から1873年まで）の県庁が所在した。流山市立博物館・流山市立中央図書館の建物に隣接して記念碑が建立されている。

## 歴史
所在地（流山市加字坂の下）は、江戸時代、下総国葛飾郡加村であった。江戸時代前期、加村を含む一帯は本多正重（本多正信の弟）に始まる本多家の領地（旗本から下総舟戸藩主、のち上野国沼田藩主に移転）となり、享保15年（1730年）に本多正矩が駿河国田中藩に移封されたことによって田中藩の飛び地領となった（舟戸藩参照）。
文久3年（1863年）6月、藩主本多正訥のとき、加村の台地上（加村台）に「仮宅」（下屋敷）として加村陣屋が建設され、江戸深川にあった下屋敷の藩士が移住して、飛び地領の管轄に当たった。陣屋の敷地は、現在の流山市役所から流山市立博物館にかけての南北300m×東西150mほどで、中心的な建物である御殿は敷地北西端にあたる現在の流山市立博物館付近にあった。明治元年（1868年）7月、田中藩は安房国への移転が命じられ長尾藩となった。
江戸時代の下総国には旧幕府領・諸藩領が入り組んでいた。明治政府は旧幕府領管理のため下総知県事を任命、東京府薬研堀の「薬研堀役所」で事務を執った。政府は入り組んだ領地を再編し、1869年（明治2年）1月、行政組織として葛飾県が設置された。この際、長尾藩の手を離れた旧加村陣屋（「加村役所」と呼ばれた）が葛飾県庁として使用された。
1871年（明治4年）の第1次府県統合により、葛飾県および旧藩から転じた諸県（佐倉県など）を統合して、下総国内9郡を管轄する印旛県が設置された。印旛県庁は当初、印旛郡佐倉に置かれる予定であったが、適当な庁舎候補がないとされ、葛飾郡本行徳村（現在の千葉県市川市本行徳）の徳願寺に県庁がおかれた。さらに、本行徳では交通の便が悪いとされ、1872年（明治5年）1月より旧葛飾県庁が印旛県庁として使われることとなった。
1873年（明治6年）6月15日、印旛県と木更津県とが合併し、両者の境界にあたる千葉郡千葉に県庁を置く千葉県が設置された。これにより旧加村陣屋は県庁としての役割を終えた。跡地は開墾や宅地化によって旧状をとどめていない。
1977年（昭和52年）から1978年（昭和53年）にかけ、かつての陣屋敷地の一部に市立博物館・図書館が建設されるのに際して発掘調査が行われた。1977年（昭和52年）6月、市立博物館が開館した際に「葛飾県印旛県史跡」の記念碑が建立された。

## 場所

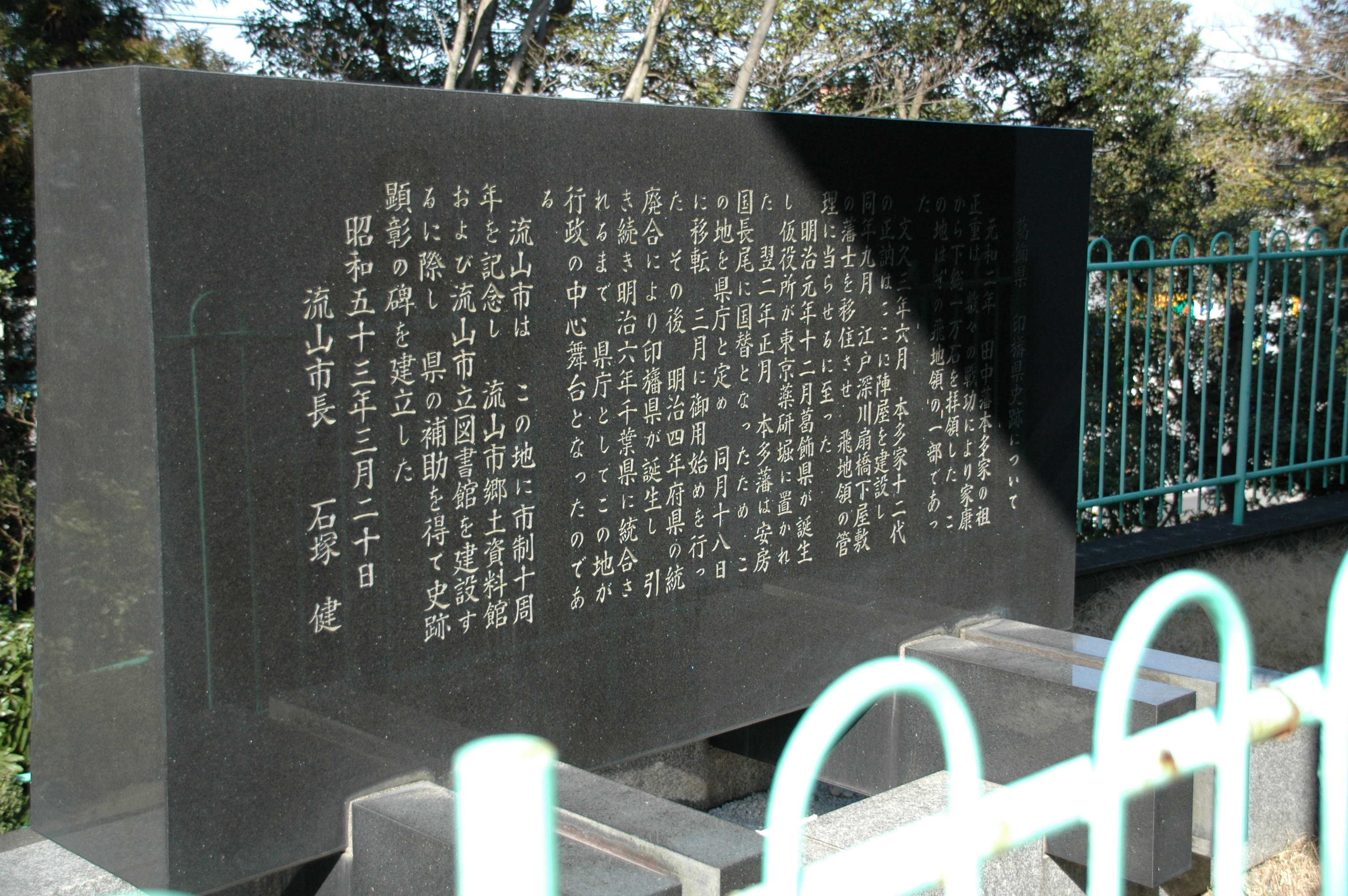
葛飾県印旛県庁跡碑

- 所在地：千葉県流山市加1225-6
- アクセス：流鉄流山線流山駅下車、徒歩6分